# PK-35 (féminines)
Pour le club de football masculin, voir PK-35.
Maillots
Actualités
Le club féminin du PK-35 (aussi appelé Pallokerho-35) est un club de football féminin finlandais basé à Vantaa.
Cette équipe est celle qui remporte le championnat de Finlande de football féminin 3 fois consécutivement à 2 reprises, de 2010 à 2012 et de 2014 à 2016.

## Palmarès
- Championnat de Finlande de football féminin
  - Champion : 2010, 2011, 2012, 2014, 2015, 2016, 2018
- Coupe de Finlande de football féminin
  - Vainqueur : 2011, 2012, 2013, 2016
  - Finaliste : 2017 et 2022
- Coupe de la Ligue finlandaise de football féminin
  - Finaliste : 2011